# Igor Krulj
Igor Krulj, född 19 augusti 1988 i Osijek, är en svensk före detta fotbollsspelare som numera är fotbollstränare. 

## Spelarkarriär
Krulj flydde med sin familj från Osijek, Kroatien och kom till Solna i Sverige som treåring. Familjen flyttade senare till Sundsvall och hamnade till slut i Halmstad. Han började som femåring spela fotboll i IF Leikins fotbollsskola. Han gick 2002 till Halmstads BK. Krulj spelade fyra träningslandskamper för Sveriges P15-landslag 2003. Det blev dock inget spel i A-laget i HBK och inför säsongen 2008 värvades Krulj av Ängelholms FF. Han spelade sex matcher för ÄFF i Superettan 2009, varav fyra från start.
Sommaren 2010 skrev Krulj på ett ettårskontrakt med tyska SV Wilhelmshaven som spelade i Regionalliga Nord (fjärde nivån i det tyska seriesystemet). Han spelade 16 matcher för klubben. Krulj spelade därefter även för IS Halmia och Qviding FIF innan han skadade korsbandet och avslutade sin spelarkarriär.

## Tränarkarriär
Krulj började sin tränarkarriär 2013 när han tog över som U21-tränare i Varbergs BoIS. Under 2014 och 2015 var han assisterande tränare i klubben. I november 2015 blev Krulj klar som ny huvudtränare i Tvååkers IF.
I januari 2017 blev Krulj klar som assisterande tränare i Halmstads BK. I juni 2017 tog Krulj över som huvudtränare i klubben efter Jan Jönsson. I maj 2019 fick han lämnade klubben.
Den 31 oktober 2019 presenterades Krulj som ny sportchef i Örgryte IS. Han fick avsluta sitt uppdrag den 6 maj 2022.